# Vince Kovács
Vince Kovács (* 9. August 1886 in Galgamácsa, Komitat Pest-Pilis-Solt-Kiskun; † 15. März 1974 in Vác) war ein ungarischer Geistlicher.
Kovács wurde am 15. November 1910 zum Priester geweiht. Papst Pius XII. ernannte ihn am 20. Juli 1940 zum Titularbischof von Zaraï und Weihbischof in Vác. Angelo Rotta, Apostolischer Nuntius in Ungarn, spendete ihn am 22. September 1940 in Vác die Bischofsweihe. Mitkonsekratoren waren Gyula Glattfelder, Bischof von Csanád, und István Uzdóczy-Zadravecz OFM, ehemaliger Militärbischof von Ungarn. Als 1953 József Pétery nach Hejce verbannt wurde, übernahm er als Generalvikar die Verwaltung der Diözese. Am 23. September 1959 wurde er zum Apostolischen Administrator von Vác ernannt. 1967 starb Petery und 1969 wurde mit József Bánk ein Nachfolger als Bischof von Vác ernannt.Kovács nahm an den letzten drei Sitzungsperioden des Zweiten Vatikanischen Konzil als Konzilsvater teil.